# Novi religiozni pokreti
Novi religiozni pokreti je pojam nastao II.-im vatikanskim saborom, a za kojeg se tada opredijelio predsjednik Papinskog vijeća za međureligijski dijalog kardinal Francis Arinze. Označavao bi pojave kao religije mladih, sinkretizam, parareligijski oblici, novi kult itd. 
Pojašnjenje:
Pridjev religiozni označava osobni, subjektivni stav pojedinca prema Apsolutnom, tj. Bogu., dok se pojam religijski odnosi na ono što pripada nekoj religiji, što je vlastito nekom pokretu raligioznog sadržaja. Pojam novog religioznog pokreta sadržava u sebi obje spomenute stvarnosti.
Razne vjerske sljedbe i pokreti istočne provinijencije dolaze iz velikih religija koje su nastale na istoku, kao što su islam, budizam, šintoizam, hinduizam i dr.
Novi religiozni pokreti i vjerske sljedbe uglavnom daju prednost afektivnosti nad razumom, to znači da kod većine dominira neka čudna misterioznost, razni zanosi, često puta na granici histeričnog ponašanja.

Sljedbe u velikoj mjeri njeguju takozvano fundamentalno, nekritičko tumačenje Biblije. Izvlače riječi iz konteksta i tumače ga po svojoj volji, često ono sporedno pretvaraju u glavno i obratno.
U nemalom broju sljedbi odlučujuću ulogu igraju objava i proroštvo, ekstatične pojave i opsjednutost nadosjetilnim. Većina sekti zanemaruje znanstveno tumačenje svojeg nauka. Uvjereni su da su samo oni "izabranici". 
| Primjer: Jehovini svjedoci sebe nazivaju "Teokratska organizacija" i uvjereni su da njome izravno upravlja sam Bog. |

Postoje miroljubive i tolerantne sekte, ali ima i takvih koje su velika prijetnja za slobodu ljudi i društva općenito.

Većina ovih pokreta imaju živog karizmatskog vođu koji je vrlo autoritativan i često traži posvemašnju poslušnost
Program pokreta je šarolik: od neokršćanskih do protukršćanskih stavova. Pojedine sljedbe su prozelistički nastrojene. 
Računa se da novi religiozni pokreti i razne sljedbe pridobiju godišnje 600 tisuća klatolika.  Posebno je alarmantno stanje u Južnoj Americi; 

## Slika o Bogu
Slika o Bogu različita je u različitim pokretima, u nekim pokretima je uopće nema.
Religiozni pokreti kršćanske provenijencije smatraju Boga odvjetnikom svojih zapovjedi i zabrana. Bog legitimira devijacijske spoznaje skupine, fundamentalističke stavove, ili autorizira duhovnu moć vlastitog utemeljitelja.
Druga skupina religioznih pokreta vjeruje u Boga, ali ne u trojedinoga. Za Slobodne zidare Bog je "Veliki majstor" i graditelj svijeta. Unitarijanci Boga promatraju kao neosobnu silu i monistički shvaćeno božanstvo. Prema Svedenborgu, Bog je iznad stvorenja, on prima u Jehovi ljudski oblik i Isus postaje čovjekom. Tako su Isus i Jehova ista osoba. Prema Svjedocima Jehove, bog je apsolutistički monarh koji upravlja stvorenjem. Isus je stvorenje, anđeo koji je postao čovjekom.
Baha'i religija sa sufističko-misltičkim doživljajima naglašava božansko u svim ljudima i ujedinjenje svih ljudi. U hinduističkoj Bakti pobožnosti u ISKCON-u Krišna je sveznajući, svemogući bog milosrđa kojem svi ljudi vezuvjetno moraju povjerovati.
Drugi novi religiozni pokreti Boga stavljaju u područje ograničenoga. Crkva ujedinjenja kaže da je Bog muški subjekt na temelju načela polariteta usmjeren na stvorenja kao na svoj ženski objekt. Njegova težnja za osobnim sjedinjenjem bila je onemogućena od Sotone i tek preko Moona dolazi do ispunjenja. 
Prema J. Lorberu, bog je stvorio svijet iz potrebe za osobnim odnosom. Lucifer bi trebao biti ženski receptivni protupol tome Bogu. Međutim Lucifer je zakazao, nastao je materijalni svijet u čijem ponovnom otkupiteljskom produhovljenju Isus igra važnu ulogu kao utjelovljenje Boga Oca. Mormonima je najviši Bog Elohim koji je izveo iz ženskog božanskog bitka duhove ljudi kao i Jehovu.
Druge skupine naučavaju monizam, odnosno identitet između svoubuhvatnog, neosobnog, apsolutnog i oraničenoga. Ograničeno je samo privid, emanacija apsolutnoga. Sve se vraća u jedinstvo s apsolutnim. Transcendentalna meditcija traži iskustvo jedinstva s individualnom i kozmičkom sviješću. Prema Radhasoami-tradiciji, kojoj pripada Eckankar, božanski pratemelj svega izlazi u struje jeke, u čemu se nalazi život i snaga, i opet se u sebe vraća. 
Pomoću raznih formi yoge može se slušati taj zvuk i tako iskusiti svoje božanstvo. Rajneeshizam preporučuje iskustvo u raznim formama pa i u slobodnoj seksualnosti. Tako dobivene energije pretvaraju se u duhovne te se vlastiti ja podiže u apsolutni kozmički ples.
Prema antropozofiji, iz božanskih prabitaka dolaze duhovni bitci, a božanstvo sažimlje materijalni svijet iznoseći ga iz sebe da bi ga opet produhovilo, što se događa kroz pojavu Krista, vodećeg duha sunca, kojem je Jehova kao Bog mjeseca podvrgnut. 
Za pokret Grala središnja ideja je grad Grala. To je mjesto preobrazbe između sfere božanskih bitnosti i sfere stvorenja. Emanuel je božanska bitnost od kojega je jedan dio pod iemnom Parsifal postao princip stvorenja. On je postao čovjekom i učio ljude putu uspinjanja u duhovni raj. Prema suvremenoj ezoteriji i prema New Ageu postoji apsolutna energija između materije i duha. Ona predstavlja pratemelj i pramateriju svemira. U njoj je sve jedinstveno. Duh i materija su samo različiti oblici istog zgušnjavanja. Konačno i beskonačno ulaze jedno u drugo kao i sve drugo u svijetu.
Neki strogi dualizam poput manihejskog ne postoji u današnjim sektama. No, u pojedinim pokretima u kojima se sotona smatra kao Božji bitak, otpao od Boga, ako npr. u Univerzalnom životu ili kod j. Lorbera, ili gdje se na sotonu gleda kao na onoga čija moć sve više raste, ili čija je zloća samo protupol Božjoj dobroti, te u skupinama koje materiju snizuju do iluzije može se govoriti o određenom kozmkološkom dualizmu.

## Psihička konstitucija članova novih religioznih pokreta
Kada su u pitanju psihološke strukture ličnosti, dinamička psihologija i psihopatologija dijeli osobe na narcisoidno shizoidnu, depresivnu, opsesivnu ili prinudnu i histeričnu strukturu. Svaka od spomenutih ličnosti na svoj način doživljava Boga i kao takva sklona je određenoj vjerskoj sljedbi.
Odnos depresivne osobe prema religiji obilježen jevelikim osjećajem krivnje zbog slabe vjere, mlake ljubavi i skoro nikakve nade.

Histeričnu strukturu ličnosti karakterizira pojačana samosvijest, površnost, erotično-seksualna uzbudljivost, sklonost tjelesnim senzacijama koje su izraz burnih duševnih zbivanja te pretjerana srdačnost i neumorni naivni optimizam. Odlikuje se naglim oduševljenjem i brzim popuštanjem. Histerične strukture ličnosti sklone su onim sektama u kojima ima puno ezoterije, okultizma, antropozofije, magije i sotonističkih elemenata.
Naravno, postoje i zdrave osobe koje slobodno pristupaju novim religioznim pokretima zbog svojim osobnih motiva.

## Razlozi širenja vjerskih pokreta i sekti
Na pitanje o razlozima širenja vjerskih pokreta i sljedbi po čitavom svijetu, što ga je predstavilo papinsko vijeće, stiglo je 75 odgovora nacionalnih biskupijskih konferencija.
Prema njma razlozi su sljedeći:
- 1. Traganje za pripadnošću (osjećaj za zajednicu)

Mnoge su tradicionalne društvene zajednice ugrožene ili uništene, mnogi se osjećaju kao bez korijena i sami. Odatle potreba da nekamo pripadaju.
Čini se da novi religiozni pokreti nude: ljudsku toplinu, pažnju i podršku u svojim zajednicama u kojima osoba osjeća zaštitu i sigurnost.
- 2. Traganje za odgovorima

Život koji živimo pun je problema, zagonetki i zamršenih situacija koje traže prave odgovore.
Čini se da novi religiozni pokreti nude jednostavne i gotove odgovore na sva teška zamršena pitanja i situacije.
- 3. Traganje za cjelovitošću ("holism")

Mnogi se osjećaju povrijeđenima i isključenima od strane roditelja, prijatelja, profesora, Crkve. Osjećaju da ne ežive u skladu sa samima sobom, s drugima i sa svojom okolinom. 
Čini se da novi religiozni pokreti nude: religiozno iskustvo koje zadovoljava ne samo intelektualne, već još više afektivne potrebe ugrožene osobe. Nude fizičko i duhovno ozdravljenje i pomoć u problemima s drogom ili alkoholom.
- 4. Traganje za kulturnim identitetom

U mnogim zemljama Trećeg svijeta samo društvo se nalazi u stanju duboke razdvojenosti od tradicionalnih kulturnih, društvenih i religioznih vrednota, koje su potrebne, posebno mladima za formiranje njihova identiteta.
Čini se kako novi religiozni pokreti nude: široko mjesto tradicionalnoj religijsko-kulturnoj baštini, spontanosti i sudjelovanju.
- 5. Potreba za priznanjem i osobitošću

Ljudi ne žele biti anonimna masa, broj ili član bez lica. Oni žele da se osjete važnima, prihvaćenima, da im se prilazi osobno i s poštovanjem. U velikim župama to je jako teško ostvariti.
Čini se da novi religiozni pokreti nude: određenu brigu za pojedince, jednaku priliku za služenje i upravljanje, mogućnost da se razviju vlastiti potencijali, priliku da se pripada jednoj "elitnoj" grupi.
- 6. Traganje za transcendencijom

Čovjek, kao što je rekao Pascal, neizmjerno dailazi čovjeka, zato on, u traženju istine, traži i ono što je skrivenjo, mistično, traži sve ono što bi moglo osmisliti i promijeniti vlastitu egzistenciju. Drugim riječima, čovjek traga za transcendencijom. Pokazuje smisao za tajnu i sve ono što je tajnovito, pokazuje interes za mesijanizam i profetizam.
Čini se da novi religiozni pokreti nude: smisao za spasenje, kršćanske sekte nude biblijski odgoj, obećavaju olako primanje darova Duha Svetoga i duhovno ispunjenje.
- 7. Potreba za duhovnim vodstvom

U mnogim obiteljima nedostaje istinska roditeljska potpora i strpljivo vodstvo. Također i u tradicionalnim večim religioznim zajednicama zanemareno je osobno zalaganje odgovornih u crkvi za strpljiv odgoj i vodstvo u duhovnom životu.
Čini se da novi religiozni pokreti nude: vodstvo i orijentaciju karizmatskih vođa. Osoba, učitelj, vođe, gurua ima važnu ulogu u povezivanju učenika. U nekim slučajevima se radi o svojevrsnoj histeričnoj odanosti utjecajnom duhovnom vođi, koji se naziva: mesija, prorok, guru, vođa.
- 8. Potreba za vizijom, za novim svijetom

Živimo u svijetu koji je zabrinut za svoju budućnost. U takvoj situaciji mnogi se osjećaju nemirnima ili čak očajnima, bez pomoći isnage. ne vjeruju više tradicionalnim religijama i traže nove znakove nade da izađu iz svoje nemoći.
Čini se da novi religiozni pokreti nude: "novu viziju", sebe samog, čovječanstva povijesti, svemira. Obećavaju novi svijet, novo doba New Age.
- 9. Potreba za sudjelovanjem i angažmanom

Mnogi, posebno mladi, žele sudjelovati u donošenju odluka i predviđanja kojima se stvara novi svijet.
Čini se da novi religiozni pokreti nude: konkretno poslanje za bolji svijet, zahtjev za potpunim predanjem.

## Podrijetlo članova novih religioznih pokreta
Prema M. Introvigneu i G. Ambrosiu klasifikacija članstva prema podrijetlu je sljedeća;
- 1. Dominirajuće osobe koje su slabo povezane s Katoličkom crkvom ili joj se jako protive svojim antiklerikalnim stavovima, sklone egzotičnim i oklutnim učenjima. Oni se uglavnom odlučuju za pokrete budističkog obilježja.
- 2. Studenti srednje i više klase s prosječnom kulturom, koji su otvoreni za nova duhovna iskustva. Oni se opredjeljuju za Crkvu jedinstva (munovci), Crkvu znanosti (scijelntološka crkva),  Sai babu, Hare Krišnu, Obitelj ljubavi, Ananda Marga.
- 3. Novi siromasi, suvremeni radnici iz nižih slojeva, vlasnici manjih trgovina i emigranti s juga na sjever gdje se još nisu uklopili. Oni se odlučuju za sektu Jehovinih svjedoka, Novu apostolsku crkvu, mormone, pentekostalne pokrete te okultizam i spiritizam.[6]

## Statistika
Prema pisanju zagrebačkog Vijesnika od 12. siječnja 1997. godine u Hrvatskoj djeluje 20 registriranih vjerskih zajednica i više od 20 vjerskih sljedbi koje nisu registrirane kao vjerske zajednice.
Registrirane vjerske zajednice su: 
1. Katolička crkva
2. Srpska pravoslavna crkva
3. Mešihat islamske zajednice u Hrvatskoj
4. Evangelistička crkva u Hrvatskoj
5. Evanđeoska pentekostna crkva
6. Baptistička crkva
7. Kristova pentekostna crkva
8. Kršćanska adventistička crkva u Hrvatskoj
9. Novoapostolska crkva u Hrvatskoj
10. Židovska općina
11. makedonska pravoslavna crkva
12. Jehovini svjedoci
13. Crkva Božja
14. Reformirana kršćanska crkva (Kalvini)
15. Crkve Kristove
16. Crkva cjelovitog Evanđelja
17. Crkva isusa Krista Svetaca posljednjih dana (Mormoni)
18. Ordo Templi Orientis (Gnostici)
19. Hindu vaišnavska vjerska zajednica
20. Kristova crkva.
21. Slobodna katolička Crkva ( Liberal Catholic Church)

Prema Dokumentu 23/35 (W. Bartz, Sekte danas, KS, Zagreb, 1984, str. 183) u kojem se nalaze podaci o djelovanju vjerskih sljedbi u Zagrebu u razdoblju od 1980. do 1990. godine, registrirane su 34 vjerske zajednice, sljedbe i pokreti čije je djelovanje pratila policija odnosno Služba državne sigurnosti (SDS). Neke od tihi sljedbi su kasniije službeno registrirane, a druge su nastavile djelovati bez službene registracije, odnosno djeluju i danas pod nekim drugim nereligioznim imenima.

## Relevantni članci
- Sljedba
- Kult
- Religija